# Coryphophylax
Coryphophylax är ett släkte kräldjur i familjen agamer med två arter.
Dessa ödlor förekommer i Andamanerna och Nikobarerna. De hittas ofta på trädstammar som ligger på marken. Coryphophylax brevicauda når en genomsnittlig vikt av 5,8 g och Coryphophylax subcristatus blir ungefär 23 g tung. På ryggen finns utväxter som liknar en kam och vid hakan förekommer en dröglapp. Längden ligger vid 6 till 9 cm.
IUCN listar Coryphophylax brevicauda som sårbar och Coryphophylax subcristatus som livskraftig.